# Castrul roman de la Hinova
Pe teritoriul acestui castru s-a descoperit un important tezaur ce conține piese din aur.